# 4850 Palestrina
4850 Palestrina este un asteroid din centura principală, descoperit pe 27 octombrie 1973 de Freimut Börngen.